# SANYO-CYP
株式会社SANYO-CYP（サンヨーシーワイピー）は、大阪市中央区に本社を置く印刷会社である。

## 沿革
- 三洋社
  - 1969年 - 大阪市生野区にて「三洋社」として創業
  - 1990年 - 三洋社を「株式会社三洋社」に改名
- CYP
  - 1985年 - 大阪市東区に「ナショナル製版」として創業
  - 1989年 - ナショナル製版を「株式会社CYP」に改名
- SANYO-CYP
  - 2001年 - 「株式会社CYP」を「株式会社三洋社」に合併し「株式会社SANYO-CYP」に改名

## 胆管がん問題
2012年、1996年以降、同社の従業員のうち13人が胆管がんにかかり、うち7人が死亡していることが、労働者支援団体や厚生労働省の調査により判明した。これについては、換気の不十分な工場内に、インクを落とす洗浄剤に含まれる化学物質「1,2-ジクロロプロパン」「ジクロロメタン」が充満していたことが原因である疑いがある。2012年7月現在、同社の代理人は「（業務とがん発症の関係が）判明したら補償や謝罪を考える。国の調査を待つ」としている。2013年、厚生労働省は化学物質「１、２ジクロロプロパン」と「ジクロロメタン」とを胆管がん発症の原因と認め、労災認定する意向を示し、同年3月27日、大阪中央労働基準監督署は現元従業員計16人（うち死亡8人）を労災認定した。